# Vincent doit mourir
Vincent doit mourir is een Frans-Belgische film uit 2023, geregisseerd en mede geschreven door Stéphan Castang in zijn regiedebuut.

## Verhaal
Vincents rustige leven komt op zijn kop te staan als hij zonder aanwijsbare reden het doelwit wordt van gewelddadige aanvallen. Hij wordt gedwongen om te vluchten naarmate deze aanvallen heviger worden en geraakt verwikkeld in een strijd om te overleven.

## Rolverdeling
| Acteur            | Personage         |
| ----------------- | ----------------- |
| Karim Leklou      | Vncent Borel      |
| Vimala Pons       | Margaux Lamy      |
| François Chattot  | Jean-Pierre Borel |
| Michaël Perez     | Joachim DB        |
| Emmanuel Vérité   | Yves              |
| Jean-Rémi Chaize  | Alex              |
| Ulysse Genevrey   | Hugo Monnier      |
| Karoline Rose Sun | Audrey            |
| Sébastien Chabane | Lionel            |
| Pierre Maillet    | psychiater        |

## Release en ontvangst
Vincent doit mourir ging op 19 mei 2023 in première op het Filmfestival van Cannes in de sectie Semaine de la critique - Séances spéciales. De film kreeg overwegend positieve kritieken van de filmcritici, met een score van 3,6/5 op Allociné, gebaseerd op 32 beoordelingen. De film werd tijdens de 49ste Césaruitreiking genomineerd voor de César voor beste debuutfilm en won op de 13e Magritte du cinéma-uitreiking de prijs voor beste buitenlandse film in coproductie.

## Prijzen en nominaties
De belangrijkste:
| Jaar | Prijs              | Categorie                              | Genomineerde(n)                                                  | Uitslag     |
| ---- | ------------------ | -------------------------------------- | ---------------------------------------------------------------- | ----------- |
| 2024 | Magritte du cinéma | Beste buitenlandse film in coproductie | Beste buitenlandse film in coproductie                           | Gewonnen    |
| 2024 | Magritte du cinéma | Beste geluid                           | Dirk Bombey, Emilie Mauguet, Xavier Thieulin en Bertrand Boudaud | Genomineerd |
| 2024 | Césars             | Beste debuutfilm                       | Beste debuutfilm                                                 | Genomineerd |